# Ансак сир Вјен
Ансак сир Вјен (фр. Ansac-sur-Vienne) насеље је и општина у западној Француској у региону Поату-Шарант, у департману Шарант која припада префектури Конфолан.
По подацима из 2011. године у општини је живело 830 становника, а густина насељености је износила 26,96 становника/km². Општина се простире на површини од 30,79 km². Налази се на средњој надморској висини од 110 метара (максималној 231 m, а минималној 130 m).

## Демографија
| 1962. | 1968. | 1975. | 1982. | 1990. | 1999. | 2011. |
| ----- | ----- | ----- | ----- | ----- | ----- | ----- |
| 736   | 738   | 752   | 854   | 936   | 852   | 830   |

График промене броја становника у току последњих година